# Hardouin de Péréfixe de Beaumont
Pour les articles homonymes, voir Ardouin, Arduin et Hardouin.
Paul Philippe Hardouin de Péréfixe de Beaumont, né en 1606 à Monts-sur-Guesnes et mort le 1er janvier 1671 à Paris, est un prélat français.
Il fut le précepteur du roi Louis XIV, évêque de Rodez, puis archevêque de Paris. Ardent ennemi du jansénisme, il reste comme le principal artisan du « formulaire » imposé aux religieuses de Port-Royal.

## Biographie
Issu d'une famille d'origine napolitaine et fils d'un maître d'hôtel de Richelieu, Hardouin de Péréfixe de Beaumont fait ses études à l’université de Poitiers et à Paris où il est reçu docteur en Sorbonne. En 1644, il devient précepteur de Louis XIV, qui fait aussi de lui son confesseur. Après avoir été abbé de Saint-Michel-en-l'Herm, il est nommé évêque de Rodez en 1649 et il est élu membre de l'Académie française au fauteuil no 28 en 1654 ; il en fut le deuxième occupant. En 1662, Louis XIV le nomme archevêque de Paris, proviseur de Sorbonne, et commandeur et chevalier des ordres du roi.
Engagé dans la lutte contre le jansénisme, Péréfixe de Beaumont publie en 1664 une ordonnance « pour la signature du formulaire de foi, dressé en exécution des constitutions de nos Saints-Pères les papes Innocent X et Alexandre VII » qui a pour objet de contraindre les religieuses de Port-Royal des Champs à signer un formulaire condamnant les thèses jansénistes. Il se rend plusieurs fois à Port-Royal, prive les récalcitrantes des sacrements, puis ordonne leur captivité. L'affaire se solde en 1669 par une nouvelle ordonnance « en faveur des religieuses de Port-Royal des Champs » qui leur impose la soumission. Henry de Montherlant a mis en scène tous les protagonistes de cette lutte dans sa pièce, Port-Royal.

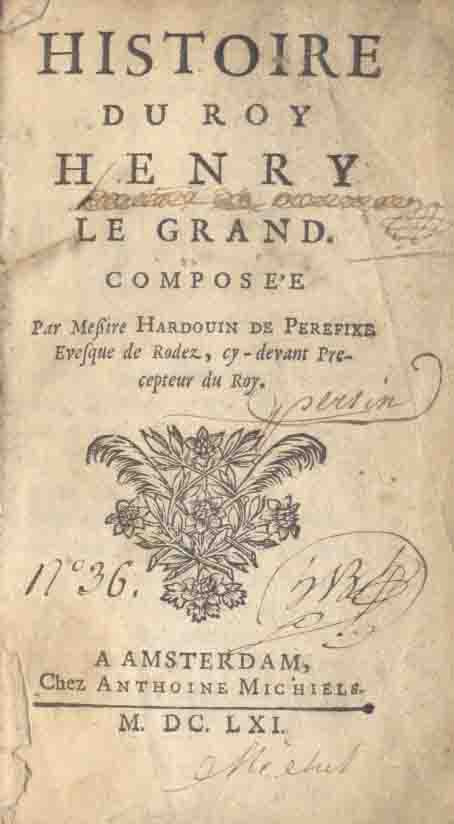
Frontispice de l’Histoire du roy Henry le Grand (1661).

Autant sa réputation d'intransigeance paraît solidement établie — c'est lui qui fait interdire le Tartuffe de Molière dès le lendemain de sa première représentation publique au théâtre du Palais-Royal en 1667 — autant Hardouin de Péréfixe continue à jouir toute sa vie de la faveur de Louis XIV. Après avoir composé pour le jeune roi un recueil de maximes latines en 1647, il rédige à son intention une Histoire du roy Henry le Grand qui paraît en 1661. L'ouvrage connaît un très grand nombre d'éditions et est traduit dans plusieurs langues. Il fixe notamment la formule attribuée à Henri IV sur le champ de bataille d'Ivry « Ralliez-vous à mon panache blanc, vous le trouverez toujours au chemin de la victoire et de l'honneur. ».
Voltaire a fait sur ce livre des commentaires élogieux : « Péréfixe émeut tout cœur né sensible, et fait adorer la mémoire de ce prince, dont les faiblesses n’étaient que celles d’un homme aimable, et dont les vertus étaient celles d’un grand homme. »
Pour Sainte-Beuve, Hardouin de Péréfixe était « écrivain assez agréable dans sa “Vie de Henri le Grand”, assez instruit, assez bonhomme, mais sans caractère, sans élévation d’âme ni aucune dignité extérieure ; il ne fut jamais au niveau de sa haute position, et encourut en plus d’un cas le ridicule. »
Il avait une sœur, Françoise de Péréfixe de Beaumont, abbesse de l'abbaye Notre-Dame de Gercy. Ayant obtenu le cœur de son frère à sa mort, elle le fit placer dans le chœur de l'église abbatiale de Gercy.